# 蛭田達也
蛭田達也（1961年3月16日—），日本漫画作者，成名作為《功夫旋風兒》。

## 生平
蛭田达也1981年获講談社第27届週刊少年Magazine新人漫畫獎，其后出道。出道后开始创作的热血长篇《功夫旋风儿》，以激烈而近似比赛的武斗场景、同时集摇滚、格斗、搞笑於一体的漫画打动读者。
2004年，因生病入院，中止了漫畫創作。
2011年，於東日本大震災後講談社支援災民與災區的貓漫畫「マイケル教えて!被災猫応援の教科書」（ISBN 978-4063761542）內文表示，家中7隻愛貓病逝6隻，只剩1隻母貓「米拉妮」（但發行此書後病逝）；作者本人說明，自己在“失業中”，造成心傷而無心作畫。至20年後音訊全無，呈現退休狀態。